# Candida akabanensis
Candida akabanensis är en svampart som beskrevs av Nakase, M. Suzuki, M. Takash., Rosadi, Hermosillo, & Komagata 1994. Candida akabanensis ingår i släktet Candida, ordningen Saccharomycetales, klassen Saccharomycetes, divisionen sporsäcksvampar och riket svampar.   Inga underarter finns listade i Catalogue of Life.